# Trinilski tiger
Trinilski tiger (znanstveno ime Panthera tigris trinilensis) je izumrla podvrsta tigra, ki je verjetno izumrla pred cca 50.000 leti.
Fosilne ostanke te podvrste so našli v okolici Trinila, na indonezijskem otoku Java, danes pa so del Duboisove zbirke v Muzeju naravne zgodovine v Leidnu na Nizozemskem. Znanstveniki so mnenja, da trinilski tiger ni neposredni prednik iztrebljene podvrste javanskega tigra. Edini doslej najdeni fosilni ostanki trinilskega tigra so stari okoli 1,2 milijona let.